# Chamaecelyphus dichrous
Chamaecelyphus dichrous är en tvåvingeart som först beskrevs av Mario Bezzi 1908.  Chamaecelyphus dichrous ingår i släktet Chamaecelyphus och familjen Celyphidae. Inga underarter finns listade i Catalogue of Life.